# FIBA 3x3 World Tour
Le FIBA 3x3 World Tour est un circuit international masculin pour les équipes de basket-ball à trois représentant des villes. Le tournoi est organisé par la FIBA. Les FIBA 3x3 Pro Series et FIBA 3x3 Women's Series ont été lancées en 2019.

## Qualifications
Le FIBA 3x3 Men's Pro Circuit repose sur le système de compétitions FIBA masculines 3x3 pour les équipes professionnelles représentant leur ville. Le circuit pro comprend le FIBA 3x3 World Tour en tant que tel, ainsi que les Challengers et les Quests qui constituent les tournois qualificatifs du World Tour.
| Niveau | Catégorie de tournoi                     |
| ------ | ---------------------------------------- |
| 10     | World Tour (incluant World Tour Masters) |
| 9      | Challengers                              |
| 8      | Super Quests                             |
| 9      | Quest Finals                             |

## Palmarès des finales
| Année | Ville du tournoi | Vainqueur             | Finaliste         | Troisième        | Réf.  |
| ----- | ---------------- | --------------------- | ----------------- | ---------------- | ----- |
| 2012  | Miami            | San Juan              | Split             | Edmonton         |       |
| 2013  | Istanbul         | Brezovica             | Novi Sad          | Caracas          |       |
| 2014  | Sendai           | Novi Sad              | Saskatoon         | Kranj            |       |
| 2015  | Abu Dhabi        | Novi Sad Al-Wahda (2) | Kranj             | New York Harlem  |       |
| 2016  | Abu Dhabi        | Ljubljana (2)         | Hamamatsu         | Caguas           |       |
| 2017  | Beijing          | Zemun                 | Novi Sad Al-Wahda | Piran            |       |
| 2018  | Beijing          | Novi Sad Al-Wahda (3) | Riga              | Amsterdam        | [ 2 ] |
| 2019  | Utsunomiya       | Novi Sad (4)          | Princeton         | Riga             | [ 3 ] |
| 2020  | Djeddah          | Riga                  | Liman             | Utena            | [ 4 ] |
| 2021  | Djeddah          | Liman                 | Gagarin           | Amsterdam        | [ 5 ] |
| 2022  | Abu Dhabi        | Ub Huishan NE         | Vienne            | Amsterdam HiPro  | [ 6 ] |
| 2023  | Djeddah          | Ub Huishan NE (2)     | Amsterdam HiPro   | Partizan Mozzart | [ 7 ] |
| 2024  | Hong Kong        | Amsterdam             | Paris             | Riffa            | [ 8 ] |

## Distinctions personnelles
| Année | Joueur                  | Équipe                |
| ----- | ----------------------- | --------------------- |
| 2015  | Dušan Domović Bulut     | Novi Sad              |
| 2016  | Jasmin Hercegovac       | Ljubljana             |
| 2017  | Stefan Stojačić         | Liman                 |
| 2018  | Dušan Domović Bulut (2) | Novi Sad Al-Wahda (2) |
| 2019  | Dominique Victor Jones  | NY Harlem             |
| 2020  | Nauris Miezis           | Riga                  |
| 2021  | Kārlis Lasmanis         | Riga (2)              |
| 2022  | Strahinja Stojačić      | Ub Huishan NE         |
| 2023  | Strahinja Stojačić (2)  | Ub Huishan NE (2)     |
| 2024  | Worthy de Jong          | Amsterdam             |

| Année | Joueur                  | Équipe                |
| ----- | ----------------------- | --------------------- |
| 2015  | Terrence Romeo          | Manila West           |
| 2016  | Dušan Domović Bulut     | Novi Sad Al-Wahda     |
| 2017  | Michael Linklater       | Saskatoon             |
| 2018  | Dušan Domović Bulut (2) | Novi Sad Al-Wahda (2) |
| 2019  | Dušan Domović Bulut (3) | Novi Sad Al-Wahda (3) |
| 2020  | Ignas Vaitkus           | Utena Uniclub         |
| 2021  | Strahinja Stojacic      | Ub Huishan NE         |
| 2022  | Anand Ariunbold         | Sansar MMC Energy     |
| 2023  | Worthy de Jong          | Amsterdam HiPro       |
| 2024  | .                       | .                     |

## Récompenses
| Année | Joueur                          | Réf.   |
| ----- | ------------------------------- | ------ |
| 2012  | Rafał 'Lipek' Lipiński          | [ 10 ] |
| 2013  | Rafał 'Lipek' Lipiński (2)      | [ 11 ] |
| 2014  | Rafał 'Lipek' Lipiński (3)      | [ 12 ] |
| 2015  | Rafał 'Lipek' Lipiński (4)      | [ 13 ] |
| 2016  | Vadym 'Miller' Piddubchenko     | [ 14 ] |
| 2017  | Rafał 'Lipek' Lipiński (5)      | [ 15 ] |
| 2018  | Vadym 'Miller' Piddubchenko (2) | [ 16 ] |
| 2019  | Isaiah Rivera                   | [ 17 ] |
| 2020  | Piotr 'Grabo' Grabowski         | [ 18 ] |
| 2021  | Piotr 'Grabo' Grabowski (2)     |        |
| 2022  | Piotr 'Grabo' Grabowski (3)     | [ 19 ] |
| 2023  | Piotr 'Grabo' Grabowski (4)     | [ 20 ] |
| 2024  | .                               |        |

| Année | Joueur                                  | Réf.   |
| ----- | --------------------------------------- | ------ |
| 2012  | Angel Santana ( Bucharest UPB)          | [ 21 ] |
| 2013  | Fandi Andika Ramadhani ( Jakarta)       | [ 22 ] |
| 2014  | Dejan Majstorović ( Novi Sad)           | [ 23 ] |
| 2015  | Derek Griffin ( Denver)                 | [ 24 ] |
| 2016  | Marcin Chudy ( Gdańsk)                  | [ 25 ] |
| 2017  | Steve Sir ( Saskatoon)                  | [ 26 ] |
| 2018  | Kiran Shastri ( Delhi 3BL)              | [ 27 ] |
| 2019  | Edgars Krūmiņš ( Riga)                  | [ 28 ] |
| 2020  | Stefan Kojic ( Liman)                   | [ 29 ] |
| 2021  | Edgars Krūmiņš (2) ( Riga) (2)          |        |
| 2022  | Arvin Slagter ( Amsterdam HiPro)        | [ 30 ] |
| 2023  | Marijus Užupis ( Raudondvaris Hoptrans) | [ 31 ] |
| 2024  | . ( .)                                  |        |